# 撒馬爾罕州 (俄羅斯帝國)
撒馬爾罕州（Самаркандская область）是俄羅斯帝國在中亞設置的一個州，隸屬於突厥斯坦總督區。成立於1887年1月1日（自澤拉夫尚軍區改組而成）。
面積68,962平方公里，1897年人口860,021人。首府撒馬爾罕，下分四縣。